# Ampelocera crenulata
Ampelocera crenulata là một loài thực vật có hoa trong họ Ulmaceae. Loài này được Urb. mô tả khoa học đầu tiên năm 1919.